# Donje Sinkovce
Donje Sinkovce (en serbe cyrillique : Доње Синковце) est une localité de Serbie située sur le territoire de la Ville de Leskovac, district de Jablanica. Au recensement de 2011, elle comptait 1 551 habitants.
Donje Sinkovce est officiellement classé parmi les villages de Serbie.

## Démographie

### Évolution historique de la population
| 1948 | 1953 | 1961 | 1971 | 1981  | 1991  | 2002  | 2011  |
| ---- | ---- | ---- | ---- | ----- | ----- | ----- | ----- |
| 377  | 388  | 574  | 920  | 1 306 | 1 502 | 1 661 | 1 551 |

|  |